# جو دي سانتيس
جو دي سانتيس (بالإنجليزية: Joe De Santis)‏ مواليد 15 مايو 1909 في نيويورك - الوفاة 30 أغسطس 1989 في بروفو، يوتا، الولايات المتحدة، هو ممثل أمريكي بدأ مسيرته الفنية سنة 1933. امتدت مسيرته الفنية لأكثر من 44 عاما.

## الأعمال
- مفعم بالحياة
- أريد أن أعيش

## روابط خارجية
- جو دي سانتيس على موقع IMDb (الإنجليزية)
- جو دي سانتيس على موقع أول موفي (الإنجليزية)
- جو دي سانتيس على موقع قاعدة بيانات برودواي على الإنترنت (الإنجليزية)
- جو دي سانتيس على موقع قاعدة بيانات برودواي على الإنترنت (الإنجليزية)
- جو دي سانتيس على موقع قاعدة بيانات برودواي على الإنترنت (الإنجليزية)
- جو دي سانتيس على موقع قاعدة بيانات الفيلم (الإنجليزية)